# Marzocchi
Marzocchi (произносится Мардзо́кки) — итальянская фирма по производству мотоциклов и амортизаторов, основанная в 1949 году в городе Болонье братьями Стефано и Гульельмо Мардзокки (изначально называлась Marzocchi Spa Italia). В настоящее время производит промышленные гидравлические насосы и компоненты подвески для мотоциклов и велосипедов. В начале 1990-х годов — в пору становления горного велосипеда — компания Marzocchi разработала к нему самые прочные и надёжные на тот момент вилки. На сегодняшний день модельный ряд амортизационных вилок Marzocchi удовлетворяет всем стилям катания на велосипеде.
Marzocchi выпускает амортизаторы для таких известных мотопроизводителей, как Husqvarna, Aprilia, BMW, Ducati, MV Agusta Group, Polaris, а также для производителей велосипедов — Giant, Kona, Norco, Rocky Mountain, Specialized, Sintesi, Trek, Wheeler и многих других.

## Продукция

### Подвеска мотоциклов
Вплоть до 1980-х годов, Marzocchi были производителями оригинального оборудования («OEM») для ряда итальянских марок мотоциклов включая Moto Morini и Ducati, их масляные амортизаторы также являлись OEM для мотоциклов Triumph на последних этапах их производства на заводе Meriden. Не многим позже на модели «Strada» было введено воздушную подвеску для мотоциклов и, как масляные амортизаторы, были доступны как послепродажное оборудование для большого количества моделей. Strada использовали как OEM для моделей Triumph’s T140LE Royal Wedding и T140W TSS. Большим преимуществом амортизаторов Marzocchi была их способность быть восстановленными, так как сменные комплекты сальников и сервис-мануалов были легко доступны в продаже. Meriden также экспериментировал с использованием передней вилки Marzocchi, которые также используются на некоторых итальянских моделях. Однако, Meriden закрыло своё производство перед тем как это стало использоваться в дальнейшем производстве.

### Подвеска велосипедов
Вилки Marzocchi, как правило, известны своими гибкими характеристиками подвески, высокой надёжностью, простотой в обслуживании, но, с другой стороны, как правило, считаются тяжёлыми по сравнению с аналогичными моделями других производителей. Этот вес отчасти исходит от системы с открытой ванной, которую фирма успешно используют в подвеске мотоцикла. Marzocchi широко используется во фрирайде и DH соревнованиях на горном велосипеде.
До 2007 года вилки производились в Италии (за исключением начального уровня OEM частей, которые производились на тайваньской SR Suntour). С 2008 года все вилки производятся в Тайване. Этот шаг сопровождался некоторыми вопросами качества в 2008 и 2009 году.
В конце 2009 — начале 2010 Marzocchi была приобретена компанией Tenneco. Сменившееся руководство компании пообещало в первую очередь устранить проблемы качества вилок, присутствовавшие в 2008 и 2009 модельных годах. В вилках модельного ряда 2010 года действительно устранены все проблемы, присутствовавшие ранее.

### Амортизационные вилки велосипедов
|                 | Ход (мм) | TREKKING / CROSS COUNTRY | CROSS COUNTRY / ALL MOUNTAIN | 4X / DIRT JUMPER | ALL MOUNTAIN / FREERIDE | EXTREME FREERIDE / DOWNHILL |
| --------------- | -------- | ------------------------ | ---------------------------- | ---------------- | ----------------------- | --------------------------- |
| TXC             | 60       | Да                       |                              |                  |                         |                             |
| CORSA           | 80-120   | Да                       |                              |                  |                         |                             |
| 22              | 100      | Да                       |                              |                  |                         |                             |
| 44              | 140-150  |                          | Да                           |                  |                         |                             |
| 44 29"          | 120      |                          | Да                           |                  |                         |                             |
| 4X              | 100      |                          |                              | Да               |                         |                             |
| DIRT JUMPER     | 100-130  |                          |                              | Да               |                         |                             |
| Drop-Off 1-4    | 130-150  |                          |                              |                  | Да                      |                             |
| Z-1 Sport       | 130-150  |                          |                              |                  | Да                      |                             |
| 55              | 160      |                          |                              |                  | Да                      |                             |
| 66              | 150-190  |                          |                              |                  | Да                      | Да                          |
| Drop-Off Triple | 170      |                          |                              |                  |                         | Да                          |
| Junior T        | 170      |                          |                              |                  |                         | Да                          |
| Super T         | 170-180  |                          |                              |                  |                         | Да                          |
| 888             | 170-200  |                          |                              |                  |                         | Да                          |
| Shiver DC       | 190      |                          |                              |                  |                         | Да                          |
| Monster         | 200-230  |                          |                              |                  |                         | Да                          |
| Super Monster   | 300      |                          |                              |                  |                         | Да                          |

## 888 (2004—2012)

### 2004 год
888 R 

Цвет: только чёрный

Система демпфирования: HSCV картридж, открытая масляная ванна

Регулировки: Rebound (отскок), Compression (компрессия), Preload (внутренняя)

Тип пружины: две стальных пружины 

Диаметр ног: 35 мм

Ход: 200 мм (170 мм в некоторых OEM-версиях)

Уровень масла: L 210 мл, R 210 мл

Вес: 3063 грамм.

Единственная коробочная версия 2004 года. Первооткрыватель вида 888. Работа отличная, хотя мало пригодная для гонок. Очень низкий вес.
У некоторых экземпляров покрытие ног стиралось очень быстро.
888 RR (OEM Версия)

Система демпфирования: HSCV картридж в одной ноге, SSVF картридж в другой ноге, открытая масляная ванна

Регулировки: наружных нет

Тип пружины: две стальных пружины

Диаметр ног: 35 мм

Ход: 200 мм или 170 мм

Уровень масла: L 210 мл, R 210 мл
888 RT (OEM Версия)

Система демпфирования: два SSVF картриджа, открытая масляная ванна

Регулировки: внутренний Preload (проставками)

Тип пружины: две стальных пружины

Диаметр ног: 35 мм

Ход: 200 мм или 170 мм

Уровень масла: L 210 мл, R 210 мл

### 2005 год
888 RC

Цвет: только чёрный

Система демпфирования: HSCV картридж, открытая масляная ванна

Регулировки: Rebound (отскок), Compression (компрессия), Preload

Тип пружины: две стальных пружины 

Диаметр ног: 35 мм

Ход: 200 мм (170 мм в некоторых OEM-версиях)

Уровень масла: L 220 мл, R 220 мл

Опции: вынос под Direct Mount

Вес: 3307 грамм.

Топовая модель 2005 года. Гибко настраивается под потребности райдера. Не капризна. Аналогична модели 888 R 2004 года.
888 VF

Цвет: только чёрный

Система демпфирования: два SSVF картриджа, открытая масляная ванна

Регулировки: внутренняя регулировка Rebound (отскока)

Тип пружины: две стальных пружины

Диаметр ног: 35 мм

Ход: 200 мм (170 мм в некоторых OEM-версиях)

Уровень масла: L 220 мл, R 220 мл

Опции: вынос под Direct Mount

Вес: 3264 грамм.

Базовая модель. Имеет приемлемый вес и низкую стоимость. Работает просто, но надёжно. Малопригодна для гонок. Основное предназначение — жёсткий FR.
888 R (OEM Версия)

Система демпфирования: HSCV картридж в одной ноге, SSVF картридж в другой ноге, открытая масляная ванна

Регулировки: Rebound (отскок), Preload

Тип пружины: две стальных пружины 

Диаметр ног: 35 мм

Ход: 200 мм 

Уровень масла: L 220 мл, R 220 мл

### 2006 год
888 RC2X

Цвет: белый

Система демпфирования: RC2x картридж, открытая масляная ванна

Регулировки: Rebound (отскок), High Speed Compression (высокая скорость сжатия), совмещённые регулировки VA (воздушный объём) и Preload в каждой ноге

Тип пружины: две стальных пружины 

Диаметр ног: 35 мм

Ход: 200 мм (180 мм и 170 мм в некоторых OEM-версиях) 

Уровень масла: L 220 мл, R 220 мл

Опции: вынос под Direct Mount

Вес: 3372 грамм.

Очень приятная в работе. Очень широкий диапазон настроек, легко приспособить под любую трассу. Неприхотлива. При хорошем уходе — работает как часы. Используется, в основном, для DH гонок.
888 RC2(OEM Версия)
888 VF2

Цвет: чёрный 

Система демпфирования: SSVF картридж, открытая масляная ванна

Регулировки: Rebound (отскок), Compression (компрессия)

Тип пружины: две стальных пружины

Диаметр ног: 35 мм

Ход: 200 мм (170 мм в некоторых OEM-версиях)

Уровень масла: L 220 мл, R 220 мл

Опции: вынос под Direct Mount

Вес: 3380 грамм.

Реальный вес 888 VF2 (187 мм шток) — 3365 грамм. Работа плавная, очень прогрессивная. Мало подходит для гонок. Подходит для повседневного использования.
888 VF (OEM Версия)

### 2007 год
888 RC2X VA

Цвет: чёрный

Система демпфирования: RC2x картридж, открытая масляная ванна

Регулировки: Rebound (отскок), High Speed Compression (высокая скорость сжатия), совмещённые регулировки VA (воздушный объём) и Preload в каждой ноге

Тип пружины: две стальных пружины

Диаметр ног: 35 мм

Ход: 200 мм (170 мм в некоторых OEM-версиях)

Уровень масла: L 240 мл, R 240 мл

Опции: вынос под Direct Mount

Вес: 3340 грамм.

Мало отличается от аналогичной модели 2006 года. Регулировка Volume Adjust позволяет одновременно нагружать пружину и уменьшать объём воздуха в ноге, обеспечивая более жёсткую и прогрессивную работу.
888 RC2X World Cup

Цвет: белый 

Система демпфирования: RC2x картридж, открытая масляная ванна

Регулировки: Rebound (отскок), High Speed Compression (высокая скорость сжатия), совмещённые регулировки VA (воздушный объём) и Preload в каждой ноге 

Тип пружины: две титановые пружины, жесткостью 3.1 или 3.5 

Диаметр ног, тип покрытия: 35 мм с никелевым покрытием 

Ход: 200 мм 

Уровень масла: L 240 мл, R 240 мл

Вес: 3150 грамм.

Реальный вес 888 WC 2007 (необрезанный шток) 3350 грамм. Топовая вилка 2007 года. Имеет титановые пружины, которые значительно легче стальных. По весу уступает ATA версии, но реже нуждается в обслуживании. Никелированное покрытие ног обеспечивает более плавное скольжение. Диапазон настроек демпфирования очень большой, но сложно настроить под вес райдера.
888 RCV

Цвет: чёрный

Система демпфирования: RC, CV картриджи (SSVF), открытая масляная ванна 

Регулировки: Rebound (отскок), Compression (компрессия)

Тип пружины: стальная пружина 

Диаметр ног: 35 мм

Ход: 200 мм (170 мм в некоторых OEM-версиях)

Уровень масла: L 240 мл, R 240 мл

Вес: 3530 грамм.

Надёжная, приятная в работе вилка. Довольно много весит. Применима для любительских гонок DH, FR и для повседневного использования.
888 SL ATA

Цвет: белый

Система демпфирования: RC2 картридж, открытая масляная ванна

Регулировки: Rebound (отскок), Speed Compression (высокая скорость сжатия), Travel Adjust (регулировка хода)

Тип пружины: воздушная пружина (ATA кардтридж)

Диаметр ног: 35 мм

Ход: регулируемый от 160 мм до 200 мм

Уровень масла: L 80 мл, R 240 мл 

Вес: 2950 грамм.

Вилка только для гонок. Не применима для повседневного использования. Требует частого обслуживания (желательно перед каждой гонкой). Очень низкий вес. Легко настраивается под вес райдера. 

ATA картридж требует регулярной замены уплотнительных колец, иначе будет травить воздух. Масло в левой ноге быстро пачкается (из-за малого объёма), требует замены не реже, чем раз в месяц. По качеству работы и диапазону настроек — 10 из 10.
888 RV (ОЕM Версия)
888 RC2 (OEM Версия)

### 2008—2009 год
888 RCV

Цвет: чёрный 

Система демпфирования: RV, CV картриджи (SSVF), открытая масляная ванна 

Регулировки: Rebound (отскок), High Speed Compression (высокая скорость сжатия)

Тип пружины: стальная пружина, Air Preload в каждой ноге

Диаметр ног: 38 мм

Ход: 200 мм 

Уровень масла: L 310 мл, R 310 мл

Вес: 3650 грамм.

Реальный вес 888 RCV 2008 (180 мм шток) — 3734 грамм.

Самая простая модель в линейке 2008—2009 года. Не очень хорошо отзывается на настройки (в сравнении с RC3), за счет устаревшей неэффективной системы демпфирования. Имеет большой вес. Мало приминима для DH гонок (отсутствует низко-скоростная компрессия, высоко-скоростная работает не внятно). Подойдет для повседневного использования, для жесткого FR в режиме «на убой».

Воздушная преднагрузка позволяет точно настроить вилку под вес райдера, но тем, кто весит меньше 70, придется менять стандартную пружину.
888 RC3

Цвет: белый

Система демпфирования: RC3 картридж, открытая масляная ванна 

Регулировки: Rebound (отскок), Low Speed Compression (низкая скорость сжатия), Volume Adjust, Preload

Тип пружины: стальная пружина

Диаметр ног: 38 мм

Ход: 200 мм 

Уровень масла: L 310 мл, R 310 мл

Вес: 3220 грамм.

Не самая дорогая и довольно легкая модель «для всего». Настраивается в широком диапазоне. Не требует слишком частого ТО. Может использоваться для DH гонок, для FR и для повседневного использования.

Низко-скоростная компрессия позволяет убрать провалы в работе, добавить вилке жесткости в отработке препятствий и сохранить скорость на трассе.
888 RC3 WC

Цвет: белый

Система демпфирования: RC3 картридж, открытая масляная ванна 

Регулировки: Rebound (отскок), Low Speed Compression (низкая скорость сжатия), Volume Adjust, Preload 

Тип пружины: титановая пружина 

Диаметр ног, тип покрытия: 38 мм с никелевым покрытием 

Ход: 200 мм

Уровень масла: L 310 мл, R 310 мл

Вес: 3170 грамм.

Одна из 2х топовый моделей 2008—2009 гг. Является улучшеной версией 888 RC3. Никелированные ноги обеспечивают очень плавное скольжение. В отличие от 888 ATA WC, менее прихотлива. Подходит для любого использования. Большой диапазон настроек, четко выраженная низко-скоростная компрессия и большой запас прочности позволяет использовать вилку для жестких гонок DH.
888 ATA WC

Цвет: белый

Система демпфирования: RC3 картридж, открытая масляная ванна

Регулировки: Rebound (отскок), Low Speed Compression (низкая скорость сжатия), Volume Adjust

Тип пружины: воздушная пружины (ATA картридж с системой PAR)

Диаметр ног, тип покрытия: 38 мм с никелевым покрытием 

Ход: регулируемый 160—200 мм 

Уровень масла: L 310 мл, R 20 мл

Вес: 2910 грамм.

Самая топовая модель 2008—2009 года. Воздушная пружина ATA (позитивная, негативная, PAR) в сочетании с RC3 позволяет настроить вилку идеально под любую трассу и предпочтения райдера. Поршень PAR камеры легко удаляется из ATA, после чего вилка становится похожей на Boxxer WC по линейности работы. Для жесткого FR поршень лучше оставить, тогда PAR обеспечит просто огромную прогрессию в конце хода. Воздушный картридж иногда подсасывает масло из ноги, поэтому нужно иногда спускать воздух, чтобы оно вышло (не часто, можно спускать только при ТО). Довольно капризная, требует частого ТО. Объём масла в ноге с ATA ещё меньше, чем в 888 SL ATA 2007 года, поэтому менять его придется ещё чаще. В Правую ногу лучше залить двигатьльное масло 10W, так как вилочное масло в таком объёме плохо справляется со смазывание ног в направляющих. Никелированные ноги обеспечивают очень плавное скольжение.

Модель 2009 года отличается от модели 2008 года изменённым регулятором хода, который одновременно является крышкой нипеля. В 2009 года регулятор имеет 2 выступа, которые не позволяют ему прокручивать от вибрации и уменьшать ход вилки на ходу, как это было в 2008 году.
888 RV (OEM Версия) 

Диаметр ног: 35 мм

### 2010—2011 год
888 RCV
Цвет: чёрный
Система демпфирования: RV, CV картриджи (SSVF), открытая масляная ванна
Регулировки: Rebound (отскок), Hi Speed Compression (скорость высокого сжатия), Air Preload, Mech. Preload
Тип пружины: стальная пружина
Диаметр ног: 38 мм
Ход: 200 мм
Уровень масла: L 300 мл, R 380 мл
Вес: 3660 грамм.
От аналогичной модели предыдущего года отличается только новыми башингами с прорезями и объёмом масла в правой ноге.
888 RC3 EVO

Цвет: белый

Система демпфирования: RC3 EVO картридж, открытая масляная ванна 

Регулировки: Rebound (отскок), Low Speed Compression (низкая скорость сжатия), Volume Adjust, Mech. Preload 

Тип пружины: стальная пружина 

Диаметр ног: 38 мм

Ход: 200 мм

Уровень масла: L 300 мл, R 80 мл

Вес: 3434 грамм.

По характеристикам похожа на 888 RC3 2008—2009 гг. Отличается переработанным картриджем, который теперь называется RC3 EVO. От предыдущей версии картридж отличается тем, что его дно разбирается. После откручивания дна можно делать тонкую настройку компрессии перестановкой шайб или установкой нового стека. Крутилка компрессии снизу изменена, теперь вероятность отломать её о камень снизилась. Также, по сравнению с предыдущими годами, производитель решил пойти простым путём снижения веса — теперь в ногу с пружиной заливается намного меньше масла (при абсолютно идентичной конструкции). Как и в ATA версиях, в этом случае лучше залить в ногу с пружиной двигательное масло или масло для Manitou Semi Bath (демпфера там нет, от масла требуется только смазка). Ещё одно отличие от аналогичной модели предыдущего года — новые башинги с прорезями.
888 RC3 EVO Titanium

Цвет: серый 

Система демпфирования: RC3 EVO картридж, открытая масляная ванна

Регулировки: Rebound (отскок), Low Speed Compression (низкая скорость сжатия), Mech. Preload

Тип пружины: титановая пружина

Диаметр ног, тип покрытия: 38 мм с никелевым покрытием

Ход: 200 мм

Уровень масла: L 320 мл, R 80 мл

Вес: 2990 грамм.

Надежная и неприхотливая вилка уровня кубка мира. Пришла на смену 888 RC3 WC 2008—2009. Из отличий — новый картридж, новые башинги. Данная модель предельно облегчена — помимо Ti пружины, в ней изначально стоят Ti болты. Предназначение — все подряд. Можно прыгать дропы, можно кататься по парку, можно бороться за доли секунд в гонке. Однако очень тяжелым райдерам вилка противопоказана из-за довольно мягкой пружины.

### 2012 год
888 RC

Цвет: чёрный

Система демпфирования: RC, открытая масляная ванна

Регулировки: Rebound (отскок), Compression (скорость сжатия)

Тип пружины: стальная пружина

Диаметр ног: 38 мм

Ход: 200 мм

Вес: 3440 грамм.

Крепление интегрированного выноса — Direct mount
Новый картридж RC, благодаря новому компенсационному клапану масло теперь более эффективно перетекает в картридже и при этом, для обслуживания нужно значительно меньше масла, чем раньше. Комбинированные регулировки отскока и компресси RC могут быть быстро сняты для обслуживания.
888 RCV

Цвет: чёрный

Система демпфирования: RV, CV картриджи (SSVF), открытая масляная ванна

Регулировки: Rebound (отскок), Hi Speed Compression (скорость высокого сжатия), Air Preload, Mech. Preload

Тип пружины: стальная пружина

Диаметр ног: 38 мм

Ход: 200 мм

Вес: 3660 грамм.

Крепление интегрированного выноса — Direct mount
888 RC3 EVO V2 / 2012

Цвет: белый (штаны) + чёрный (ноги)

Система демпфирования: RC3 EVO V2 картридж, открытая масляная ванна 

Регулировки: Rebound (отскок), Low Speed Compression (низкая скорость сжатия), Volume Adjust, Mech. Preload 

Тип пружины: стальная пружина 

Диаметр ног: 38 мм

Ход: 200 мм

Вес: 3269 грамм.

Крепление интегрированного выноса — Direct mount
888 RC3 EVO V2 Titanium / 2012

Цвет: белый 

Система демпфирования: RC3 EVO V2 картридж, открытая масляная ванна

Регулировки: Rebound (отскок), Low Speed Compression (низкая скорость сжатия), Mech. Preload

Тип пружины: титановая пружина

Диаметр ног, тип покрытия: 38 мм с никелевым покрытием

Ход: 200 мм

Вес: 2990 грамм.

Крепление интегрированного выноса — Direct mount